# Gaston Sichilima
Gaston Sichilima ist Politiker in Sambia.
Gaston Sichilima ist Sekretär des Movement for Multiparty Democracy in der Nordprovinz und hält das Mandat des Wahlkreises Mbala in der Nationalversammlung nach den Wahlen 2001 und 2006.
Gaston Sichilima war im Juli 2003 Minister für Lokalregierungen, im Dezember 2004 Stellvertretender Minister für Information und Medien, 2005 war er bis Oktober 2006 Stellvertretender Erziehungsminister und seit Oktober ist er Stellvertretender Minister für Energie und Wasserkraftentwicklung.
Gaston Sichilima hat sich wiederholt kritisch zur Privatisierung geäußert, in deren Zug bestehende Anlagen außer Landes gebraucht wurden, um dort zu produzieren. Er findet sich gelegentlich auf internationalen Konferenzen und scheint ein Technokrat in der zweiten politischen Reihe zu sein, der vielfältig einsetzbar ist. So jung er ist, wird er offensichtlich politisch aufgebaut.